# Tennesseezanger
De tennesseezanger (Leiothlypis peregrina; synoniem: Vermivora peregrina) is een zangvogel uit de familie Parulidae (Amerikaanse zangers).

## Verspreiding en leefgebied
Deze soort komt voor van zuidoostelijk Alaska en zuidelijk Yukon tot de noordelijke Verenigde Staten en overwintert van zuidelijk Mexico tot noordwestelijk Zuid-Amerika.